# Compagnie aeree francesi
Elenco delle compagnie aeree francesi.
Questo elenco comprende sia le compagnie aeree della Francia metropolitana sia quelle d'Oltremare.

## Operative
| Compagnia aerea                                   | Sede                    | Tipo                         | Note                  | Passeggeri (2016) |
| ------------------------------------------------- | ----------------------- | ---------------------------- | --------------------- | ----------------- |
| Air Alizé                                         | Numea                   | business                     | -                     |                   |
| Air Archipels                                     | Faa'a                   | business                     | Air Tahiti            |                   |
| Air Austral                                       | Saint-Denis             | lungo raggio e regionale     | Air Austral           | 1 109 368         |
| Air Calédonie (Aircal)                            | Numea                   | regionale                    | -                     | 433 174           |
| Air Calédonie International (Aircalin)            | Numea                   | lungo e medio raggio         | -                     | 422 549           |
| Air Caraïbes                                      | Les Abymes              | regionale                    | Groupe Dubreuil       | 1 425 106         |
| Air Caraïbes Atlantique                           | Paray-Vieille-Poste     | lungo raggio                 | Groupe Dubreuil       |                   |
| Air Corsica                                       | Ajaccio                 | medio raggio e regionale     | -                     | 1 721 581         |
| Air France                                        | Roissy-en-France        | lungo e medio raggio e cargo | Air France-KLM        | 45 312 838        |
| Air France HOP (Airlinair, Brit Air, Régional)    | Parigi                  | regionale                    | Air France-KLM        | 3 579 812         |
| Air Loyauté                                       | Numea                   | regionale                    | -                     |                   |
| Air Saint-Pierre                                  | Saint-Pierre e Miquelon | regionale                    | -                     | 35 430            |
| Air Tahiti                                        | Papeete                 | regionale                    | Air Tahiti            | 787 749           |
| Air Tahiti Nui                                    | Papeete                 | lungo raggio                 | Air Tahiti            | 438 528           |
| Airawak (ATIS)                                    | Le Lamentin             | business                     | -                     |                   |
| Airbus Transport International                    | Blagnac                 | cargo                        | Airbus                |                   |
| ASL Airlines France (ex Europe Airpost)           | Tremblay-en-France      | medio raggio e cargo         | ASL Aviation Holdings | 386 184           |
| Atlantique Air Assistance                         | La Chevrolière          | business                     | -                     | 76 248            |
| AVA Air                                           | Le Lamentin             | regionale                    | -                     |                   |
| Azur Hélicoptère                                  | Cannes                  | elicotteri                   | -                     | 5 747             |
| CAIRE (Air Antilles Express & Air Guyane Express) | Matoury                 | regionale                    | -                     | 365 485           |
| Chalair Aviation                                  | Carpiquet               | regionale                    | -                     | 50 575            |
| Corsair                                           | Rungis                  | lungo raggio                 | TUI                   | 1 213 816         |
| Dassault Falcon Service                           | Le Bourget              | business                     | Dassault Aviation     |                   |
| Ewa Air                                           | Pamandzi                | regionale                    | Air Austral           | 54 369            |
| Finist'air                                        | Guipavas                | regionale                    | -                     |                   |
| French Blue                                       | Paray-Vieille-Poste     | lungo raggio                 | Groupe Dubreuil       |                   |
| Héli Sécurité                                     | Grimaud                 | elicotteri                   | -                     | 31 242            |
| Hex'Air                                           | Loudes                  | regionale                    | Twin Jet              | 7 775             |
| La Compagnie                                      | Le Bourget              | lungo raggio                 | XL Airways France     | 39 758            |
| Michelin Air Service                              | Clermont-Ferrand        | business                     | Michelin              | 9 755             |
| Pan Européenne                                    | Viviers-du-Lac          | business                     | -                     | 6 953             |
| St Barth Commuter                                 | Saint-Barthélemy        | regionale                    | -                     | 40 683            |
| Transavia France                                  | Paray-Vieille-Poste     | medio raggio                 | Air France-KLM        | 5 114 165         |
| Twinjet                                           | Aix-en-Provence         | regionale                    | Twin Jet              | 54 198            |

## Elenco completo
Comprende anche le compagnie aeree non più in attività.

### A
- Aelis Air Service
- Aeris (compagnia aerea)
- Aéromaritime (→ Union de transports aériens)
- Aéropostale (Compagnie générale aéropostale → Air France)
- Aigle Azur
- Air Alizé  Nuova Caledonia
- Air Alpes
- Air Alsace
- Air Antilles Express  Guadalupa
- Air Archipels  Polinesia francese
- Air Atlantique
- Air Austral  La Riunione (← Air Réunion ← Réunion Air Service)
- Air Bleu (→ Air France)
- Air Bourbon  La Riunione
- Air Calédonie (Aircal)  Nuova Caledonia
- Air Calédonie International (Aircalin)  Nuova Caledonia
- Air Caraïbes  Guadalupa
- Air Caraïbes Atlantique  Guadalupa
- Air Caraïbes Express  Guadalupa
- Air Charter (→ Air France)
- Air Corsica (← CCM Airlines)
- Air France
- Air France Cargo
- Air France Hop
- Air France Transatlantique (→ Air France)
- Air Guadeloupe  Guadalupa (→ Air Caraïbes)
- Air Guyane SP  Guyana francese
- Air Guyane Express  Guyana francese
- Air Horizons
- Air Inter (→ Air Inter Europe → Air France)
- Air Lib (← Air Liberté)
- Air Liberté (→ Air Lib)
- Air Littoral (→ Air Lib)
- Air Loyauté  Nuova Caledonia
- Air Martinique  Martinica (→ Air Caraïbes)
- Air Moorea  Polinesia francese
- Air Méditerranée
- Air Orient (→ Air France)
- Air Outre-Mer (→ AOM French Airlines → Air Lib)
- Air Paris
- Air Polynésie  Polinesia francese
- Air Réunion  La Riunione (← Réunion Air Service → Air Austral)
- Air Rouergue
- Air Saint-Barthélemy  Saint-Barthélemy (→ Air Caraïbes)
- Air Saint-Martin  Saint-Martin (→ Air Caraïbes)
- Air Saint-Pierre  Saint-Pierre e Miquelon
- Air Tahiti  Polinesia francese
- Air Tahiti Nui  Polinesia francese
- Air Tourisme Instruction Service  Martinica
- Air Turquoise
- Air Union (→ Air France)
- Airawak  Martinica
- Airbus Transport International
- Airlec Air Espace
- Airlinair
- Alsair
- AOM French Airlines (→ Air Lib)
- Aria (compagnia aerea)
- ASL Airlines France (← Europe Airpost)
- Atlantic AirLift
- Atlantique Air Assistance
- Atlantique Air Lines
- AVA Air  Martinica
- Avdef
- Axis Airways (→ New Axis Airways)
- Azur Hélicoptère

### B
- Blue Line
- Brit Air

### C
- C.A.I.R.E Compagnie Aerienne Inter Regionale Express (← Air Guyane SP)  Guyana francese
- CCM Airlines (← Compagnie Corse Méditerranée / → Air Corsica)
- Compagnie franco-roumaine de navigation aérienne (CFRNA → CIDNA → Air France)
- Compagnie internationale de navigation aérienne (CIDNA → Air France)
- Casa Air Service
- Chalair
- Compagnie Corse Méditerranée (→ CCM Airlines)
- Compagnie des Messageries Aériennes (→ Air Union → Air France)
- Compagnie générale aéropostale (Aéropostale → Air France)
- Corsair (→ Corsairfly → Corsair International)
- Corsair International (← Corsairfly ← Corsair)
- Corsairfly (← Corsair / → Corsair International)
- Corse Air International (→ Corsair → Corsairfly → Corsair International)

### D
- Dakota et Compagnie
- Dassault Falcon Service

### E
- Eagle Aviation France (Eagle Aviation)
- Euralair
- EuroBerlin France (EuroBerlin)
- Europe Airpost (→ ASL Airlines France)
- Ewa Air

### F
- Finist'air
- Flandre Air (→ Régional)
- French Blue

### G
- Grands Express Aériens (→ Air Union → Air France)
- Groupe Air France-KLM

### H
- Hex'Air
- HOP! (→ Air France Hop)

### J
- JDP France
- Joon

### L
- L'Avion (→ OpenSkies)
- La Compagnie
- Lignes Farman (SGTA → Air France)

### M
- Minerve (compagnia aerea) (→ AOM French Airlines)

### N
- New Axis Airways (← Axis Airways)
- Noor Airways

### O
- Octavia Airlines
- OpenSkies (← L'Avion)

### P
- Pan Européenne
- Pan Europeenne Air Service (PEAS)
- Phenix Aviation
- Pol'air  Polinesia francese
- Proteus Airlines (→ Régional)

### R
- Rectimo Air Transports
- Regional Airlines (→ Régional)
- Régional
- Réunion Air Service  La Riunione (→ Air Réunion → Air Austral)
- Rousseau Aviation

### S
- Société générale des transports aériens (SGTA → Air France)
- St-Barth Commuter  Saint-Barthélemy
- Star Airlines (→ XL Airways France)
- Strategic Airlines

### T
- Take Air  Martinica
- TAT (Touraine Air Transport → Transport Aérien Transrégional → TAT European Airlines → Air Liberté)
- Taxi Avia France
- Transavia France
- Transports aériens intercontinentaux (TAI) (→ Union de transports aériens)
- Tropic Airlines  Guadalupa
- Twinair
- Twin Jet

### U
- Union Aéromaritime de Transport (UAT) (→ Union de transports aériens)
- Union de transports aériens (UTA) (→ Air France)

### W
- Wan Air  Polinesia francese

### X
- XL Airways France (← Star Airlines)